# Helma Lehmann
Helma Lehmann (* 23. Juni 1953 in Plaue als Helma Mähren) ist eine ehemalige Ruderin aus der Deutschen Demokratischen Republik, die für den SC Dynamo Berlin antrat. 1976 gewann sie mit dem Achter die olympische Goldmedaille.
Helma Mähren belegte 1973 bei den Europameisterschaften in Moskau mit dem DDR-Achter den zweiten Platz hinter dem Boot aus der Sowjetunion. Ab 1974 trat sie als Helma Lehmann an. Bei den Weltmeisterschaften 1974 in Luzern gewann der Achter aus der DDR den Weltmeistertitel in der Besetzung Doris Mosig, Gunhild Blanke, Irina Müller, Brigitte Ahrenholz, Bianka Schwede, Ilona Richter, Henrietta Dobler, Helma Lehmann und Steuerfrau Sabine Brincker. Damit hatte der DDR-Achter den ersten Weltmeistertitel überhaupt gewonnen. 1975 gewann der DDR-Achter auch den zweiten Weltmeistertitel, allerdings war Helma Lehmann nicht dabei. Zusammen mit Henrietta Dobler, Dagmar Bauer, Irina Müller und Sabine Brincker gewann sie bei den Ruder-Weltmeisterschaften 1975 in Nottingham den Titel im Vierer mit Steuerfrau. Bei der olympischen Premiere im Frauenrudern 1976 in Montreal saß Helma Lehmann wieder im Achter. In der Besetzung Viola Goretzki, Christiane Knetsch, Ilona Richter, Brigitte Ahrenholz, Monika Kallies, Henrietta Ebert, Helma Lehmann, Irina Müller und Steuerfrau Marina Wilke gewann der DDR-Achter auch die erste olympische Goldmedaille im Achter.
Für ihre sportlichen Erfolge wurde sie 1974 und 1976 mit dem Vaterländischen Verdienstorden ausgezeichnet.